# Horaia diminutiva
Horaia diminutiva är en tvåvingeart som beskrevs av Gibson och Gregory W.Courtney 2007. Horaia diminutiva ingår i släktet Horaia och familjen Blephariceridae.
Artens utbredningsområde är Nepal. Inga underarter finns listade i Catalogue of Life.